# Jacob van Deventer
Pour les articles homonymes, voir van Deventer.
Jacob van Deventer (ou Jacobus de Daventria ou Jacques de Deventer), né entre 1500 et 1505 peut-être à Deventer, probablement à Kampen (Pays-Bas), et mort début mai 1575 à Cologne, est un cartographe et graveur néerlandais du XVIe siècle.

## Éléments biographiques

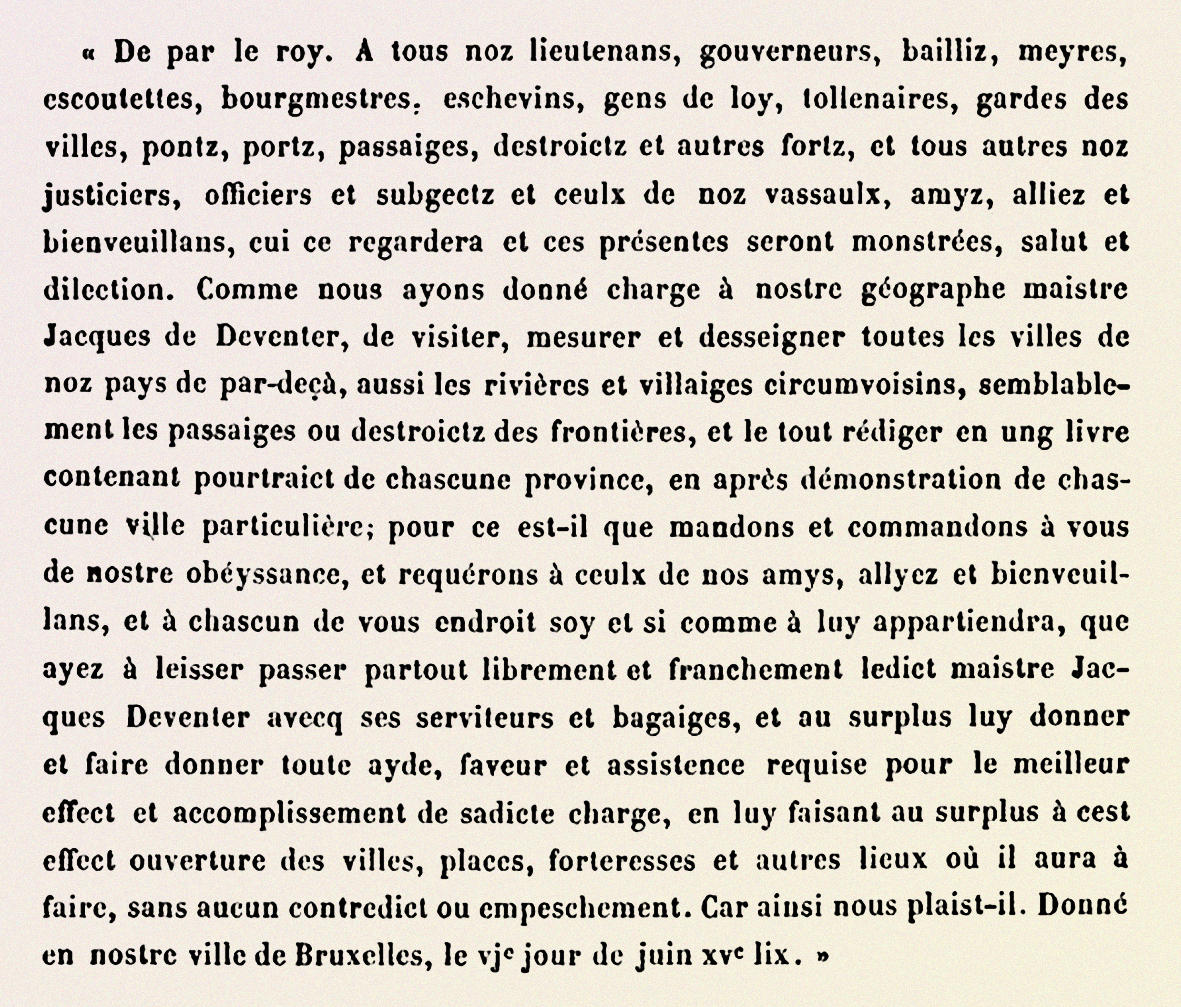
Sauf-conduit de Jacob van Deventer.

Il existe peu d'informations biographiques sur l'enfance du géographe Deventer. Ceci est probablement lié au fait que son père soit incertain. Lors de son décès, sa compagne dira qu'il était né « von einer verdambter gepurt » : « d'une union condamnée ». Il est probable que son père soit un religieux du nom de Roeloff van Deventer. Sa mère, se serait appelée Anna et habitait Kampen tout comme Roeloff qui était « Père » du cloître de Sint-Agnieten. Le couple serait retourné ensuite à Deventer. La démonstration ultime de cette hypothèse couramment admise fait, cependant, toujours défaut.
Le 24 avril 1520, Jacob van Deventer s'inscrit à l'Université de Louvain pour y étudier la médecine. Il exercera probablement dans cette ville de 1526 à 1533. À Louvain, il rencontre probablement Gemma Frisius qui étant infirme, ne peut mettre en pratique ses théories relatives à la triangulation et à la cosmographie.
La première carte connue de Deventer est une carte du Brabant qui sera réalisée en 1536 et offerte au conseil du Brabant en échange de 4 florins.
De 1537 à 1547, il cartographie la Hollande, la Frise, la Gueldre et la Zélande. En 1542, il s'installe à Malines où habite la « compagne de sa vie » : Barbe de Smets qui l'aide dans l'édition de ses cartes. De 1550 à 1554, il cartographie au 1:8600e la ville de Bruxelles. En 1552, il réalise une carte générale des Pays-Bas.
Le 1er avril 1558, il est le premier cosmographe officiellement rétribué pour ses services par Philippe II d'Espagne. il reçoit du roi Philippe II d'Espagne la tâche d'établir les plans de toutes les villes importantes des Pays-Bas espagnols. Il lui est demandé de « visitter, mesurer et desseigner touttes les villes de par deça, ainsi les rivières et villaiges circumvoisins, semblablement les passaiges ou destroictz des frontières et le tout rediger en ung livre contenant pourtraict de chascune province et après démonstration de chascune ville particullière ».
Le 5 juin 1559, il reçoit un sauf-conduit de Philippe II lui permettant d'accéder à l'ensemble du territoire pour mener à bien sa tâche. Le texte de ce sauf-conduit est repris ci-contre. Ce document lui sera renouvelé en 1562, 1563 et 1564. En 1565, Jacques de Deventer dresse le premier plan de la ville de Bailleul.
Il s'emploie alors jusqu'au 8 décembre 1571 à la réalisation de 223 vues de cités coloriées à l'aquarelle. À cette date, il estime avoir terminé son travail de relevé et de cartographie.
En 1572, fuyant les troubles liés à la révolte des Pays-Bas qui secouent la ville de Malines (Guerre de Quatre-Vingts Ans), il s'exile à Cologne, où il décède en mai 1575.

## Ses cartes
| Date      | Carte                                 | Nom                | Échelle         | Dimensions    |
| --------- | ------------------------------------- | ------------------ | --------------- | ------------- |
| 1536      | Carte du Brabant                      | Ducatus Brabantiae | 1:190.000       | 766 x 817 mm  |
| 1537      | Carte de la Hollande                  | Hollandt           | 1:177.000       | 1105 x 787 mm |
|           | Carte de la Ville d'Helmond           |                    |                 |               |
| 1543      | Carte de la Gueldre                   | Gueldria duc.      | 1:180.000       | 787 x 928 mm  |
| 1545      | Carte de la Frise                     | Frieslandt         | 1:180.000       | 884 x 789 mm  |
|           | Carte de la Ville de Dordrecht        |                    |                 |               |
| 1545      | Carte de la ville de Flessingue       |                    |                 |               |
| 1547      | Carte de la Zélande                   | Zelandia           | 1:178.000       | 513 x 700 mm  |
| 1550-1554 | Carte de la Ville de Bruxelles        |                    | 1:8600          |               |
| 1552      | Carte générale des Pays-Bas espagnols |                    |                 |               |
| 1559-1570 | 223 Cartes des villes et villaiges    |                    | 1:7400 à 1:8400 |               |

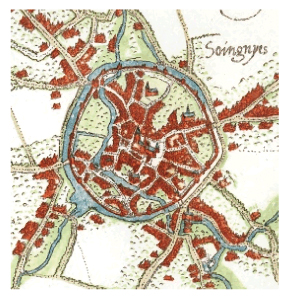
Soignies, vers 1565
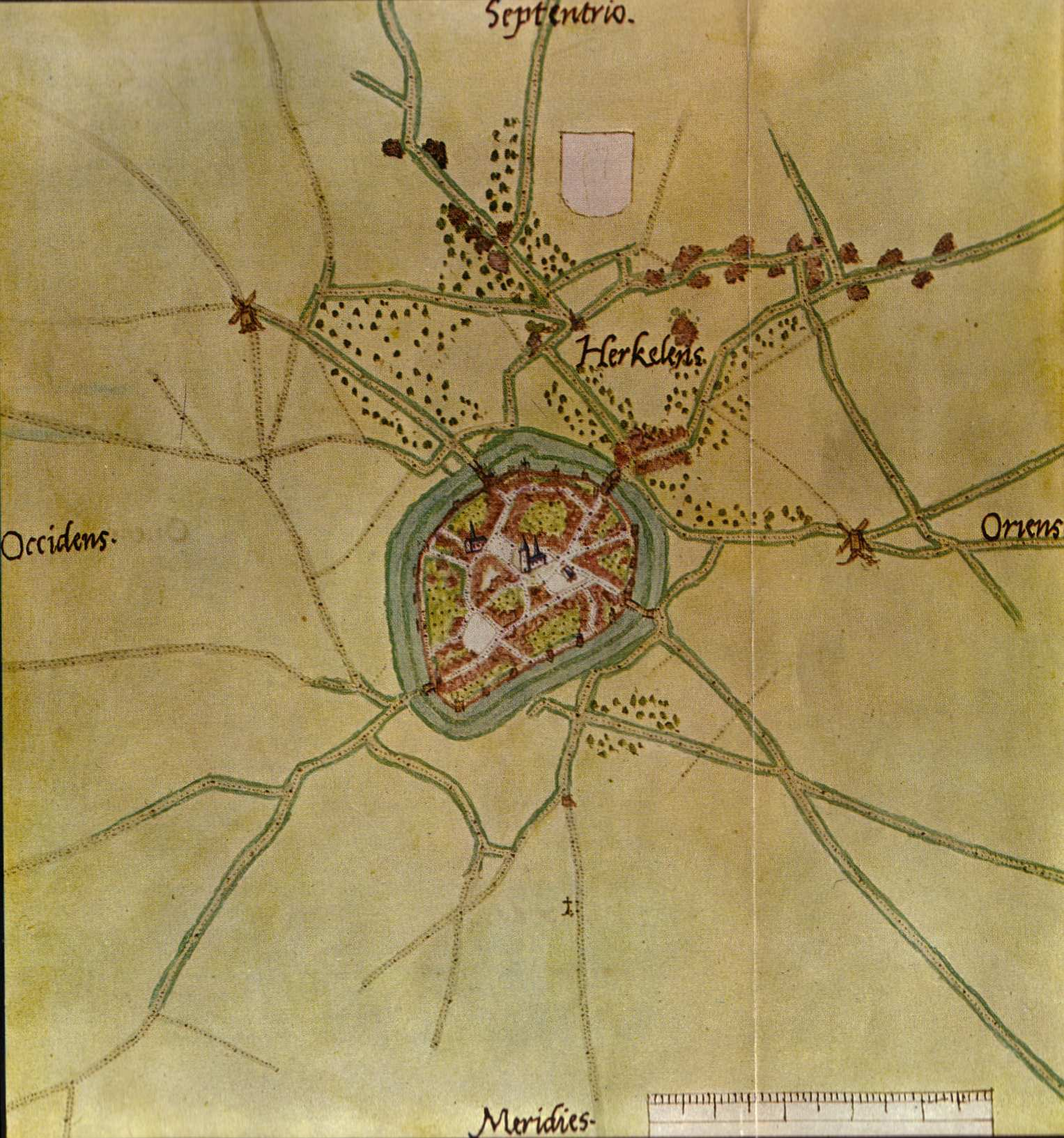
Herkelens, vers 1560
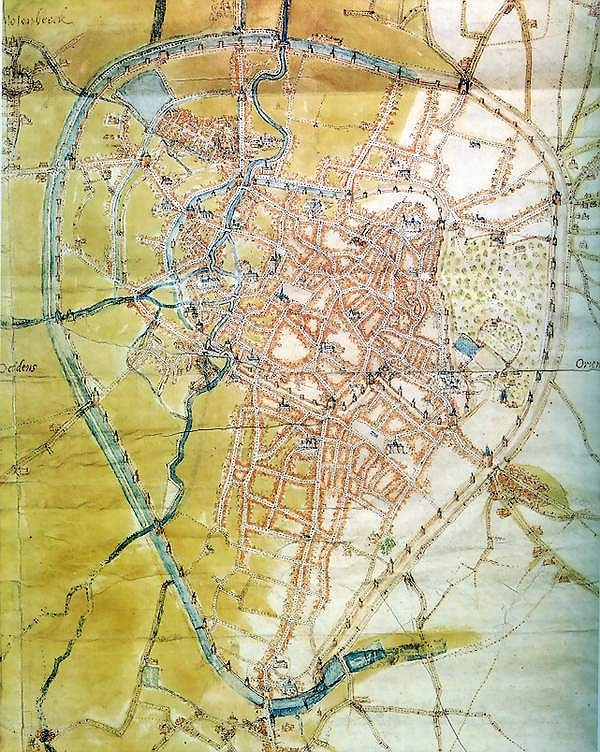
Plan de Bruxelles, 1555
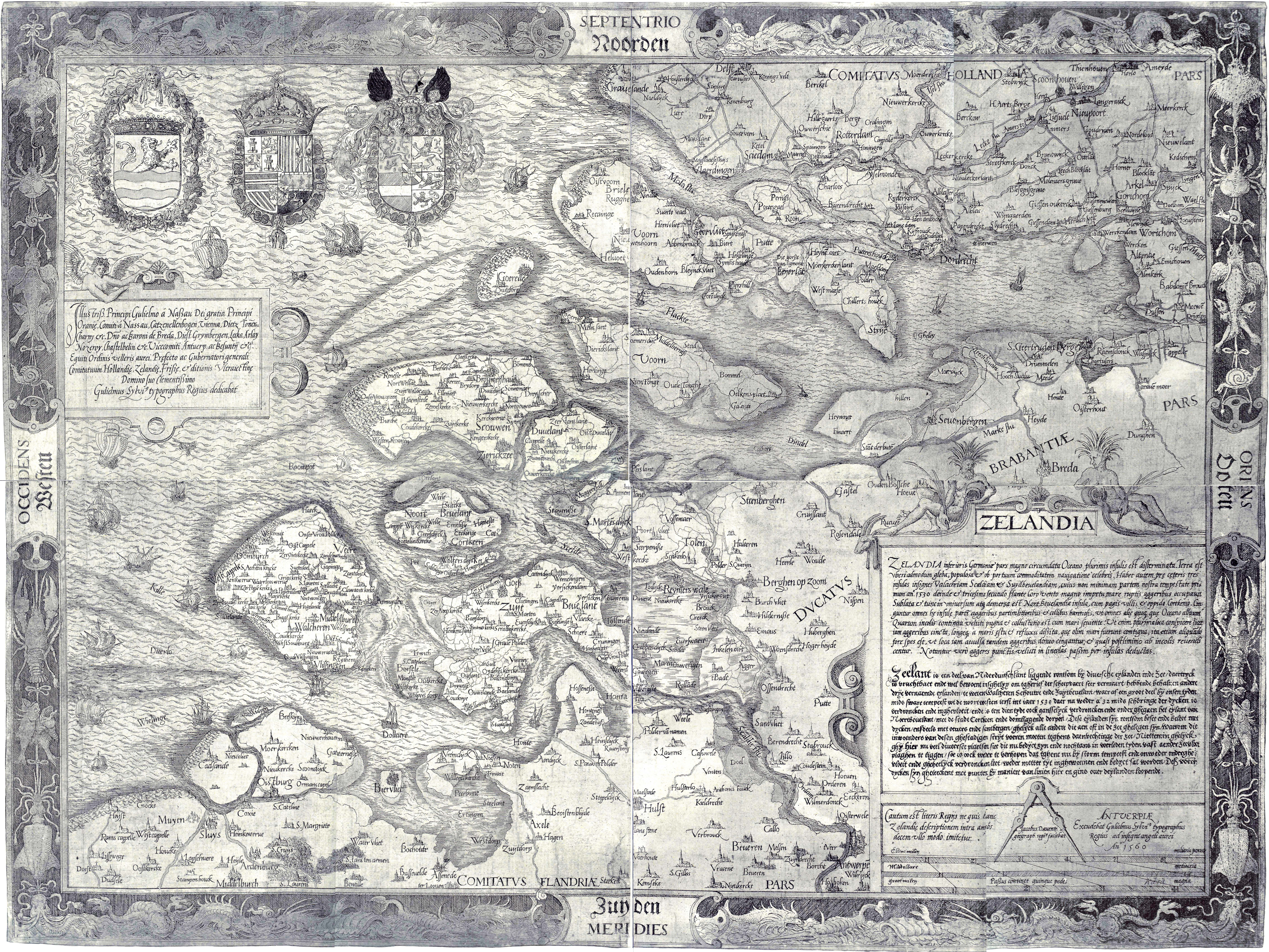
Zeeland 1560, J. van Deventer
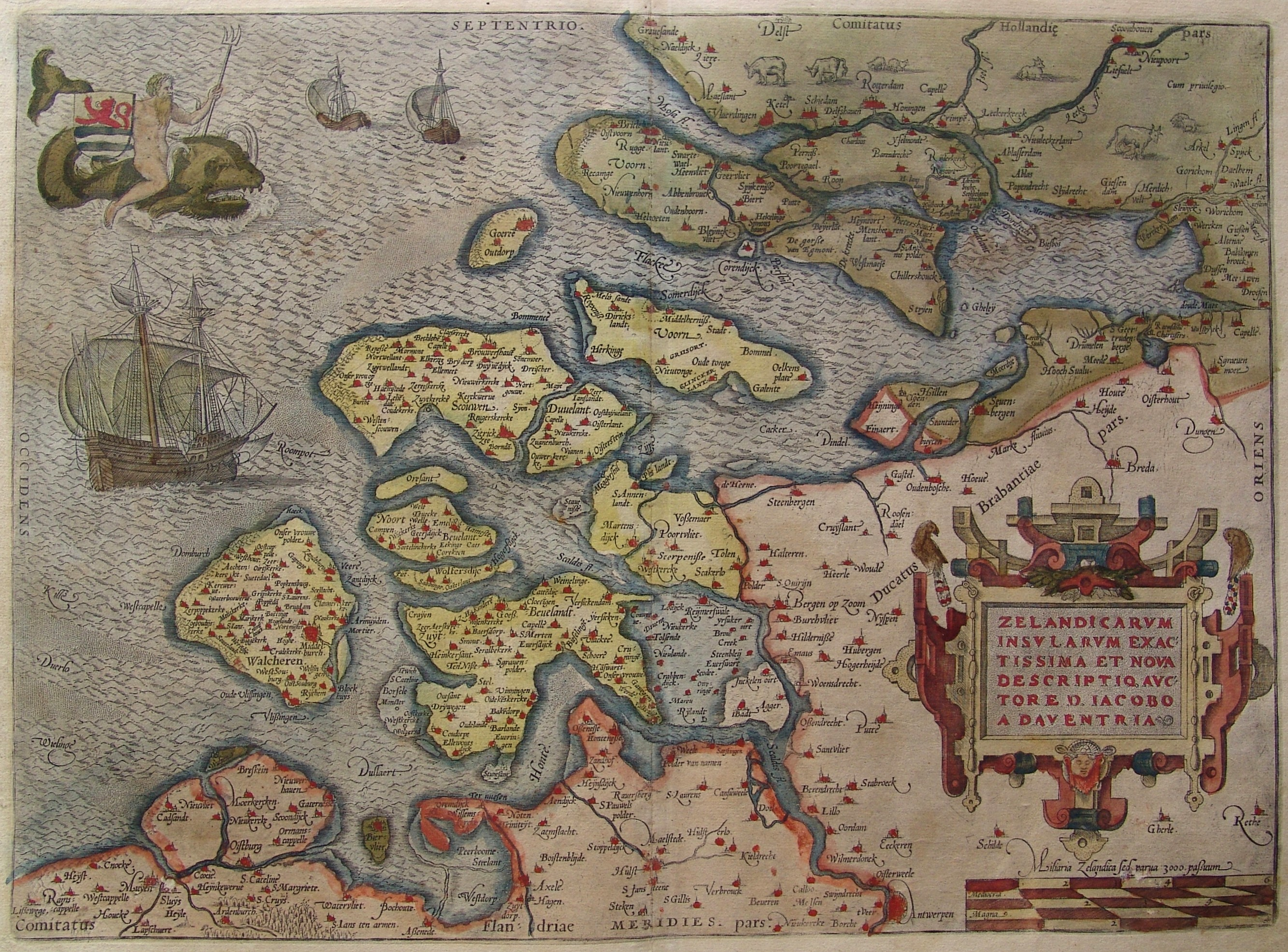
Zelandicarum 1570, Ortelius par J. van Deventer
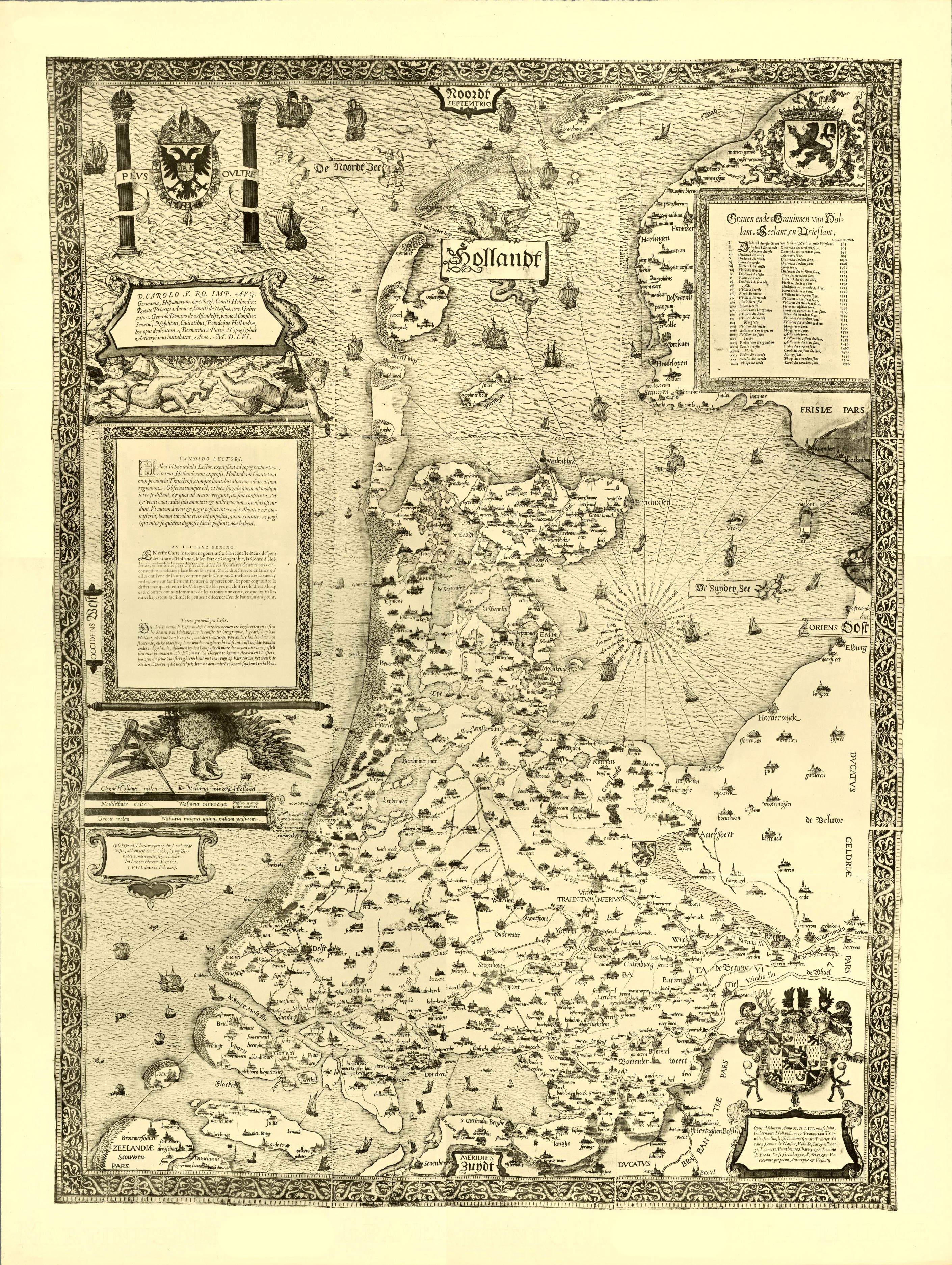
Hollandt 1537, J. van Deventer
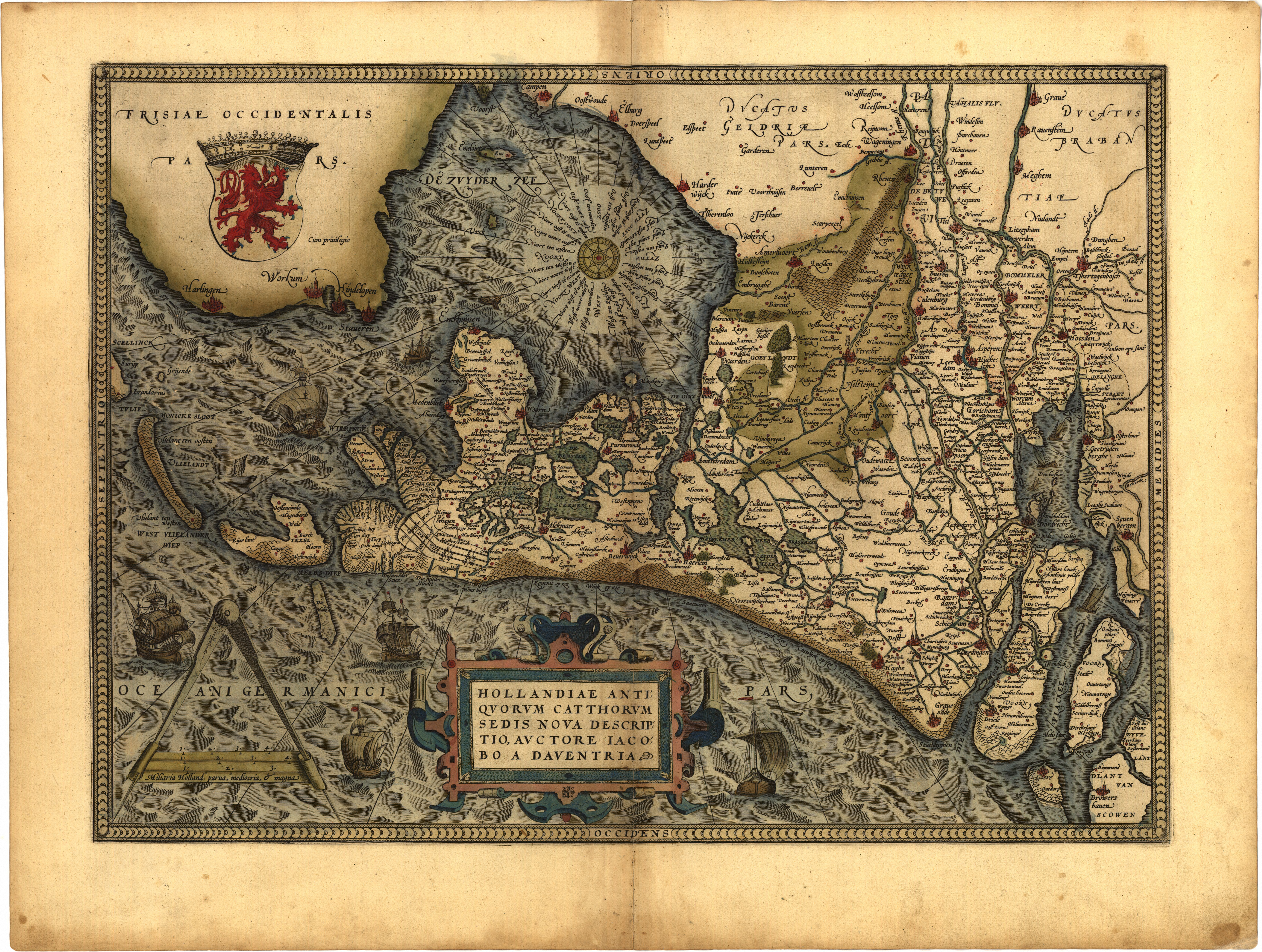
Hollandiae 1570, Ortelius par J. van Deventer
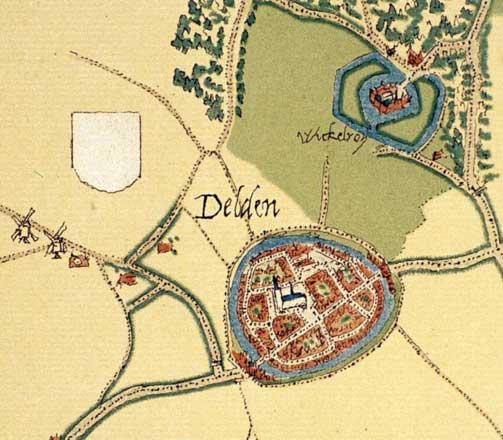
Delden 1560, J. van Deventer
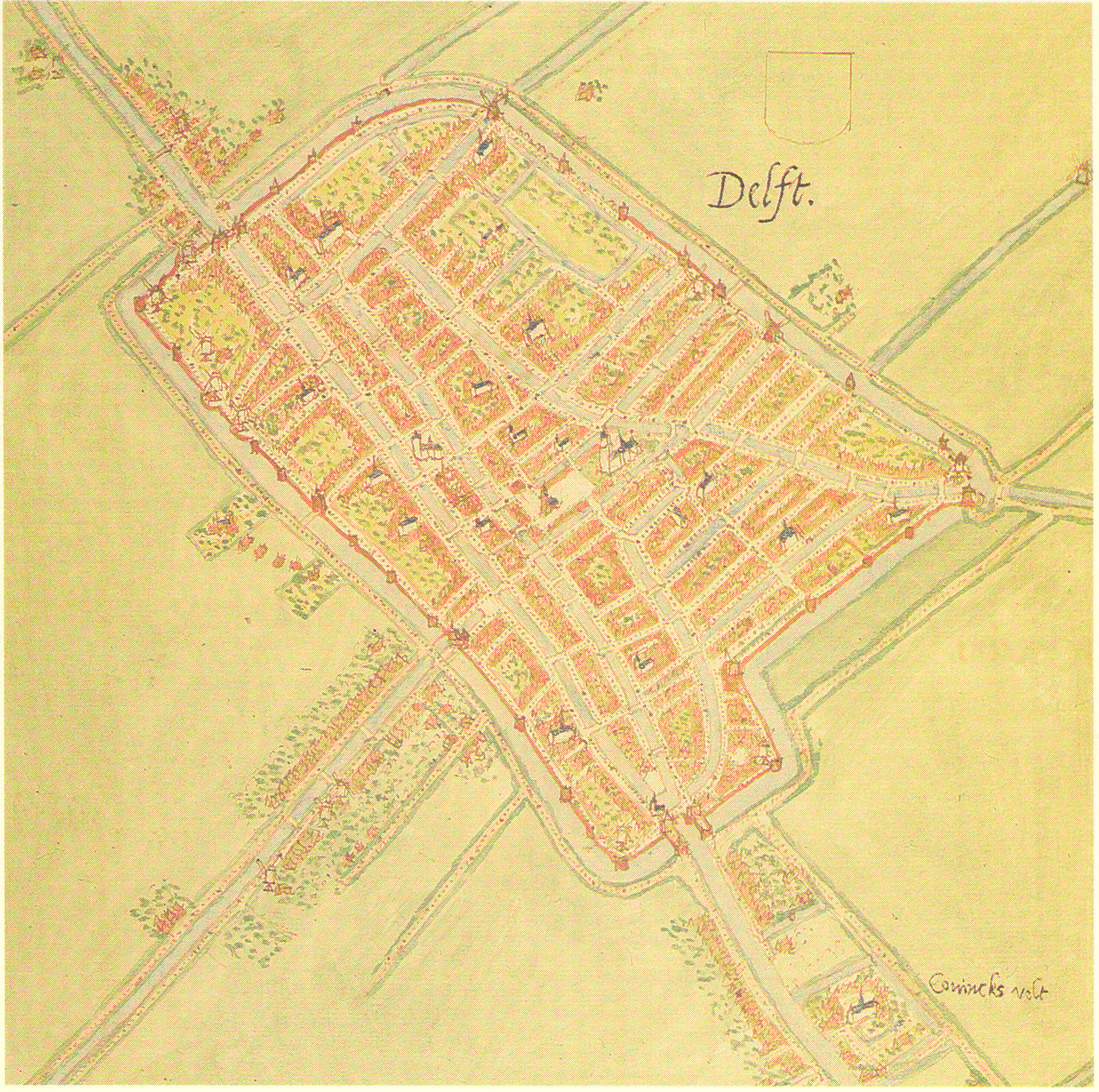
Delft 1556, J. van Deventer
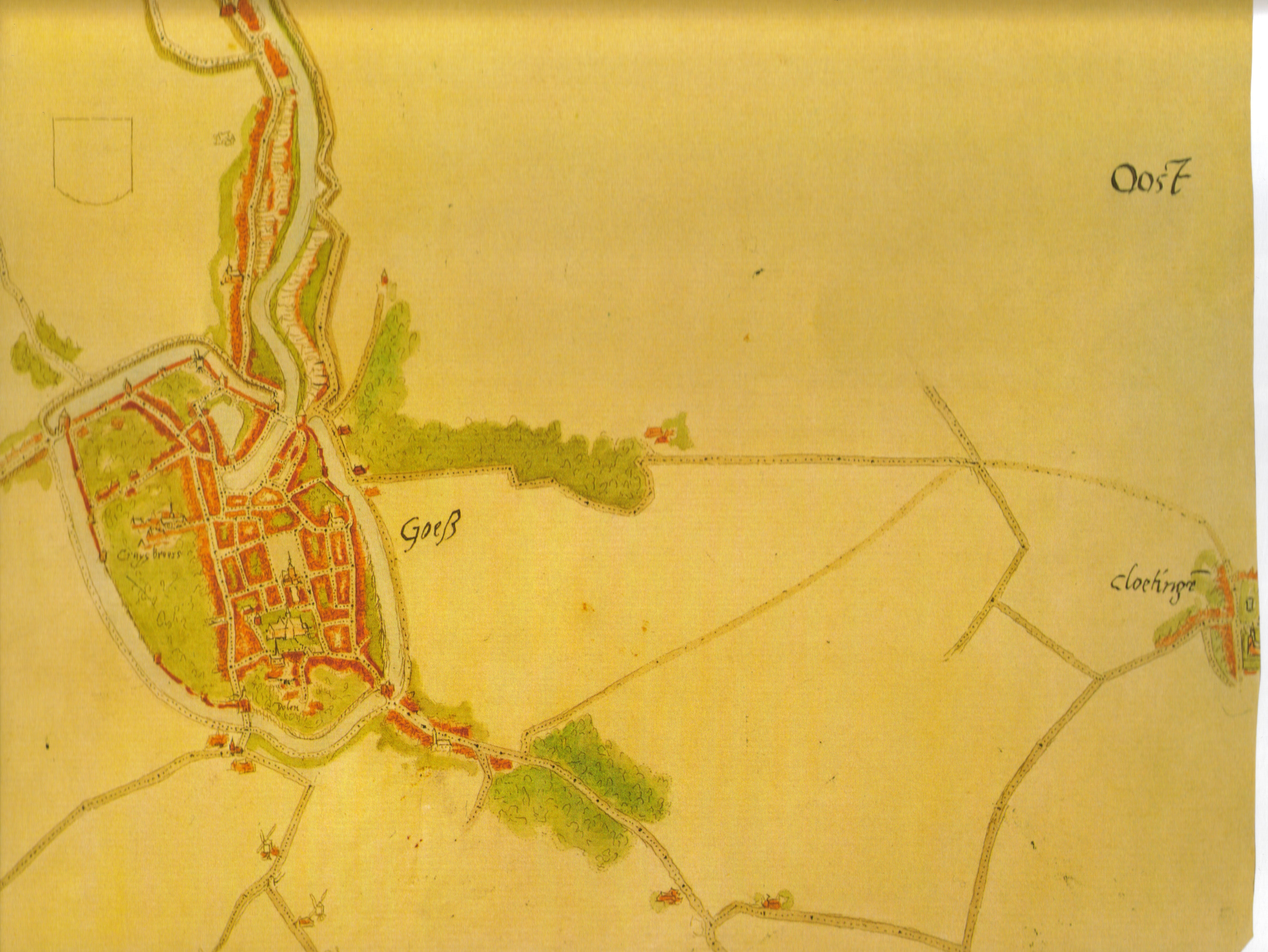
Goes & Kloetinge 1572, J. van Deventer
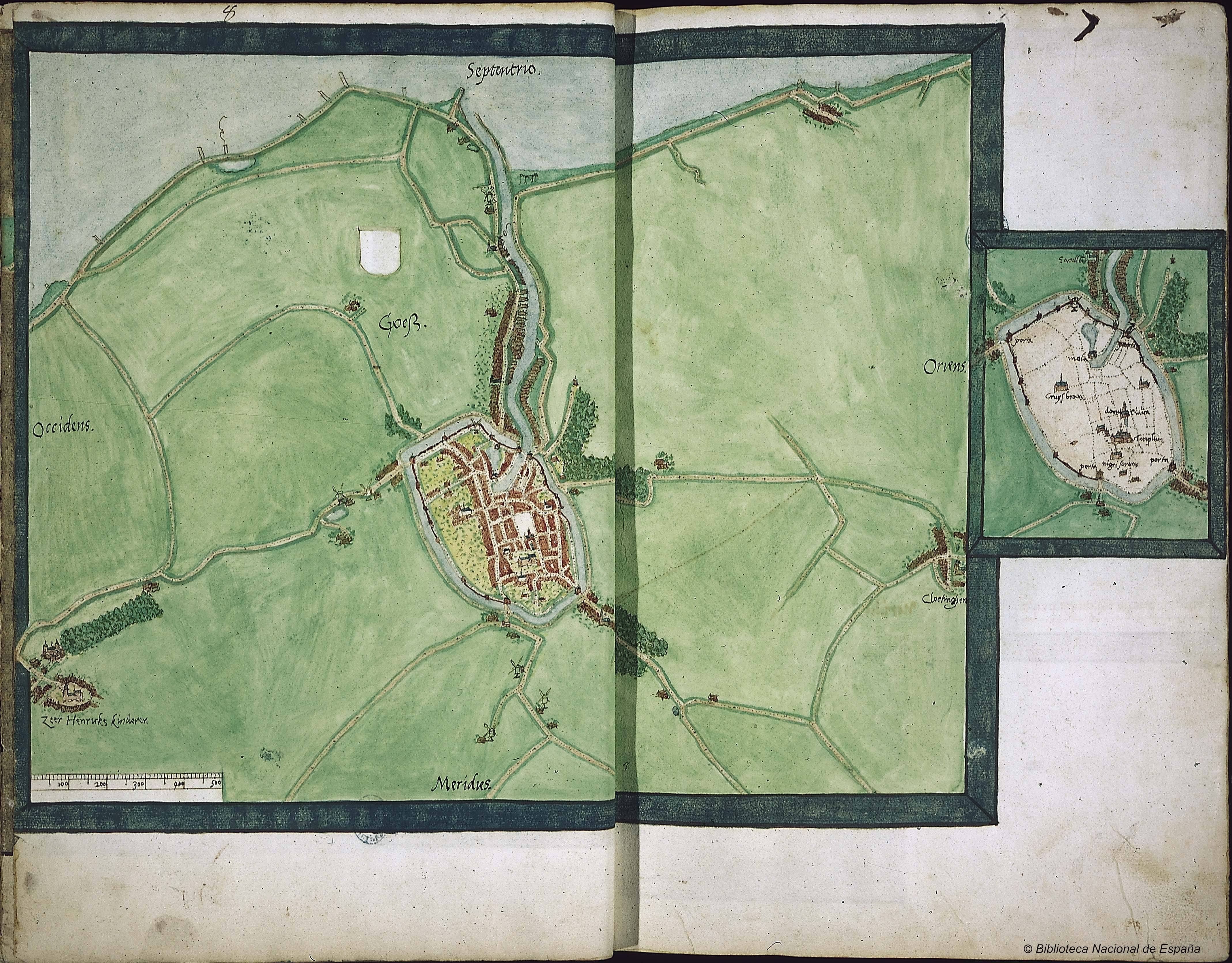
Goes 1575, J. van Deventer
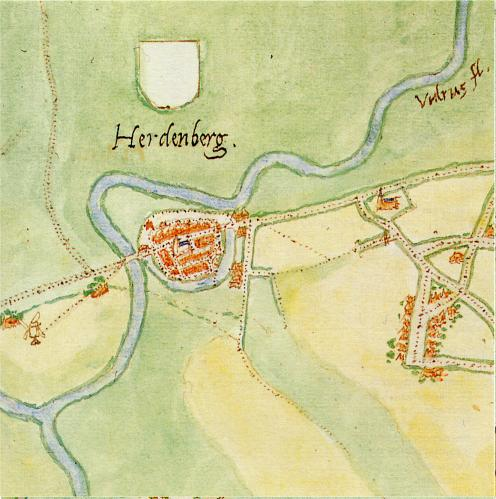
Hardenberg ca. 1560, J. van Deventer
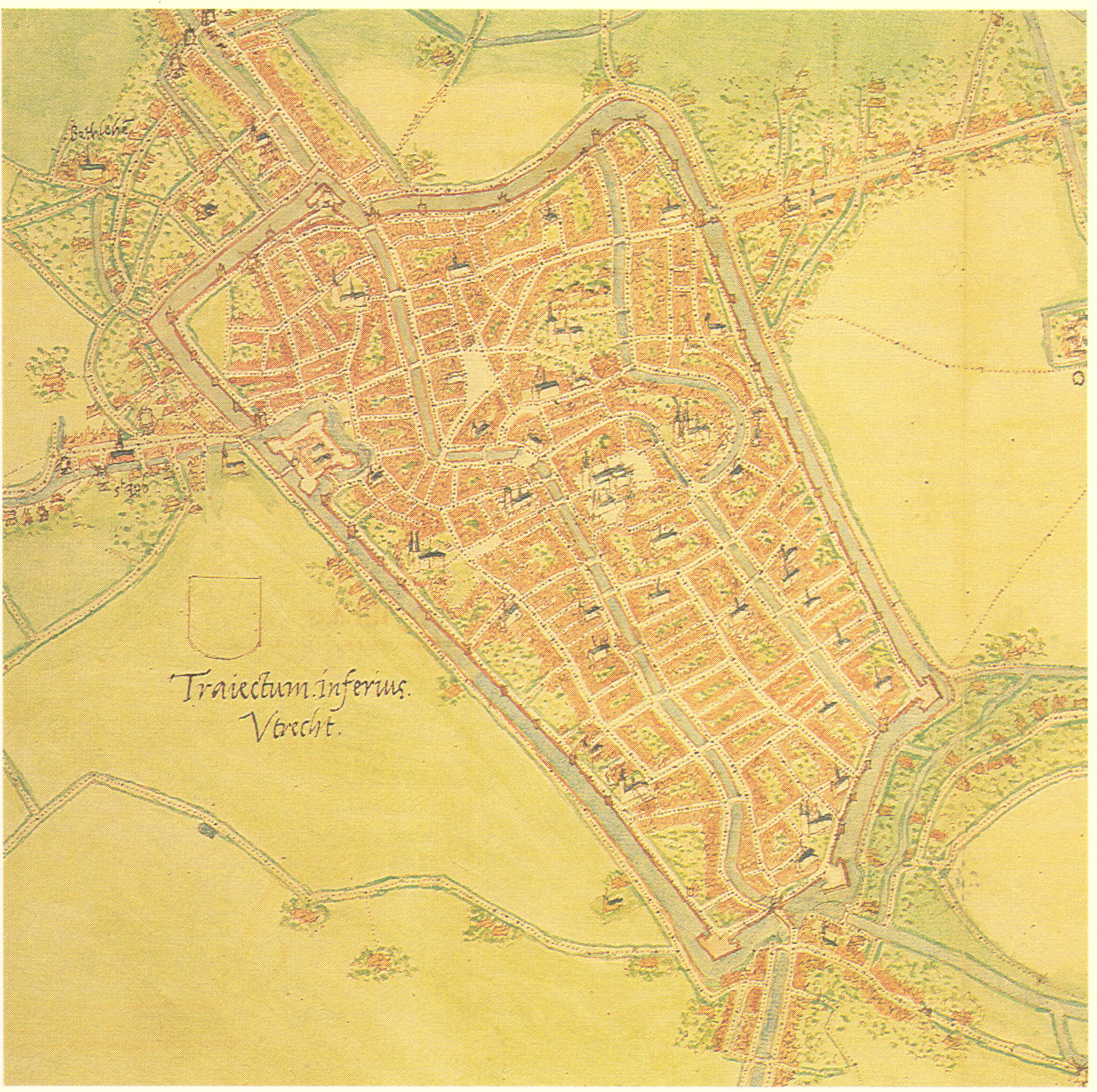
Utrecht 1556, J. van Deventer
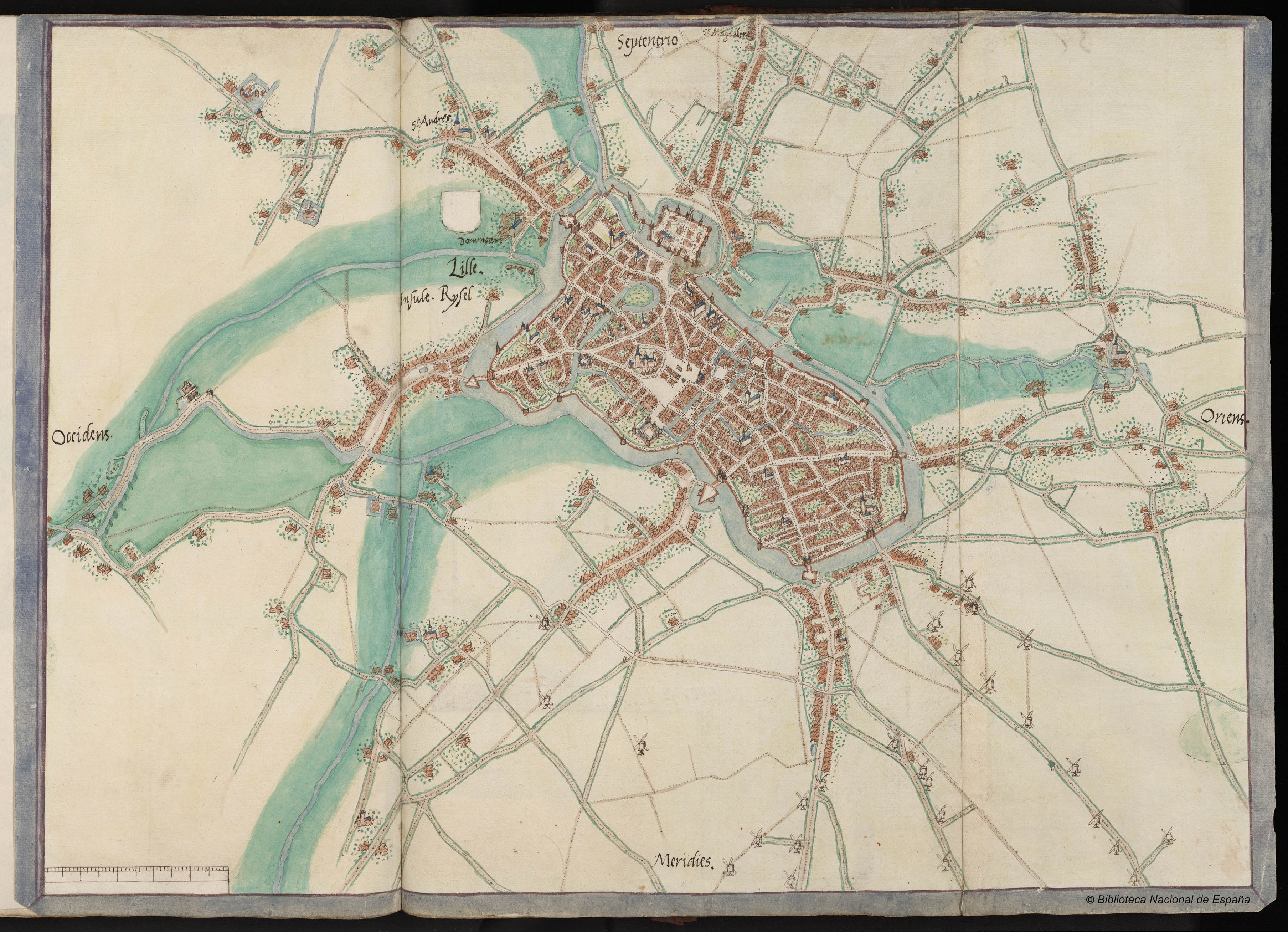
Lille 1565 - Deventer
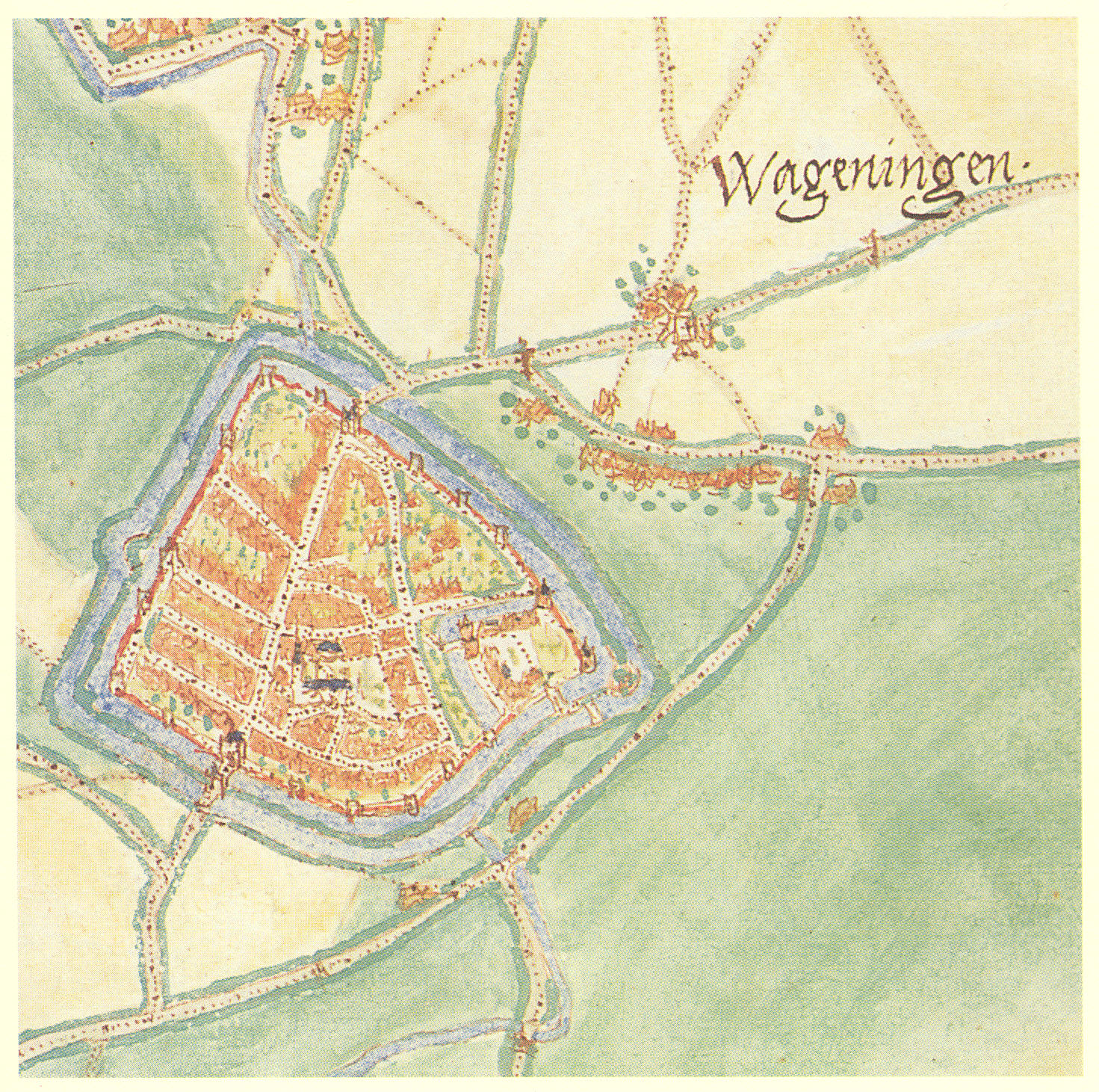
Wageningen, J. van Deventer
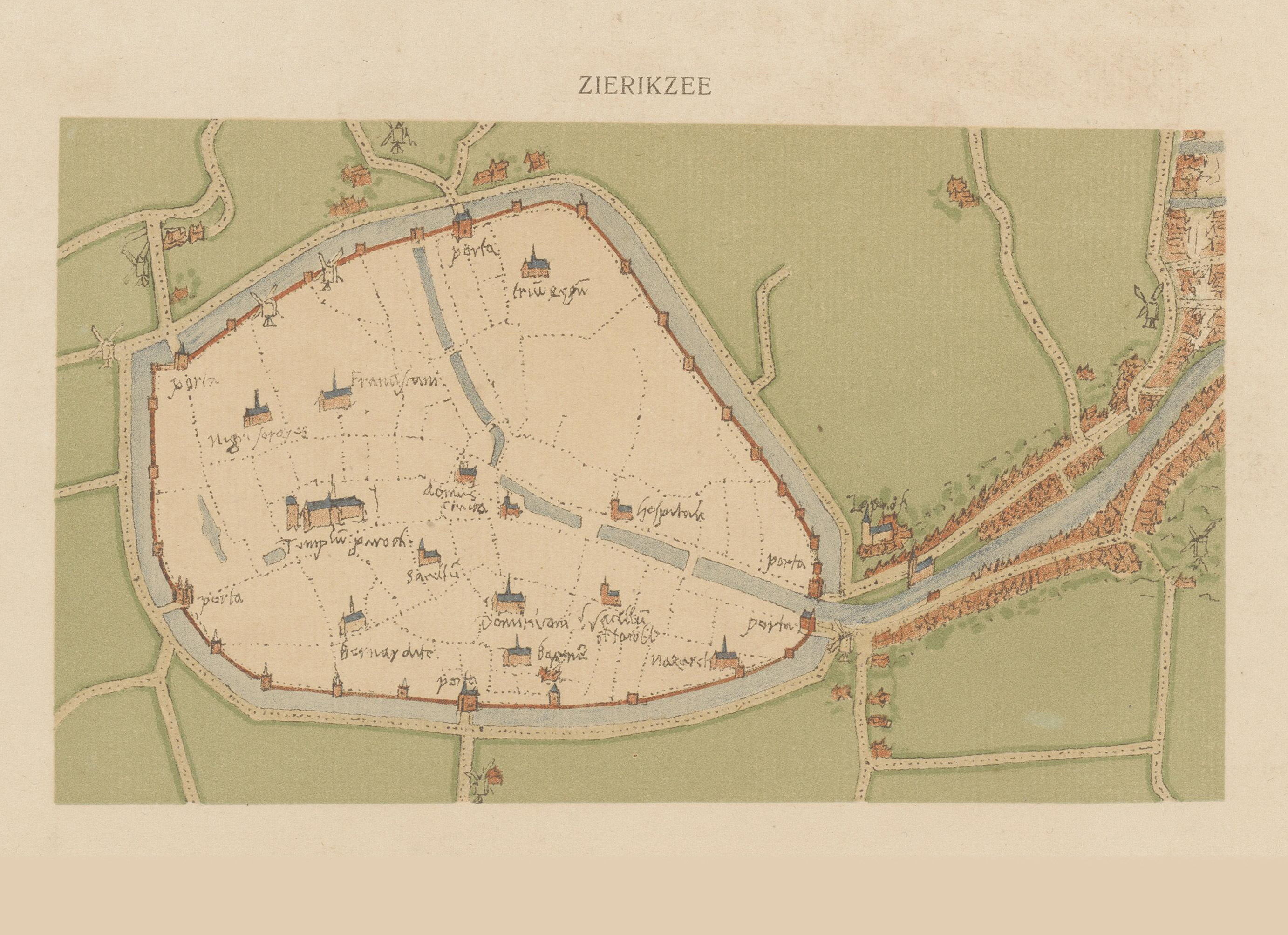
Zierikzee, J. van Deventer